# Алмазное (Крым)
Алма́зное (до 1948 года Ста́рый Керлеу́т; укр. Алмазне, крымскотат. Eski Kerlevüt, Эски Керлевют) — село в Советском районе Республики Крым, входит в состав Чернозёмненского сельского поселения (согласно административно-территориальному делению Украины — Чернозёмненского сельского совета Автономной Республики Крым).

## Население
| 2001 | 2014 |
| ---- | ---- |
| 508  | ↘423 |

Всеукраинская перепись 2001 года показала следующее распределение по носителям языка
| Язык             | Процент |
| ---------------- | ------- |
| крымскотатарский | 46.65   |
| русский          | 44.09   |
| украинский       | 7.68    |
| другие           | 0.4     |

### Динамика численности
| - 1805 год — 58 чел. - 1864 год — 112 чел. - 1889 год — 216 чел. - 1892 год — 55 чел. - 1900 год — 142 чел. - 1902 год — 65 чел. - 1915 год — 39/8 чел. | - 1926 год — 108 чел. - 1939 год — 329 чел. - 1989 год — 473 чел. - 2001 год — 508 чел. - 2009 год — 491 чел. - 2014 год — 423 чел. |

## Современное состояние
На 2017 год в Алмазном числится 9 улиц, 1 переулок и территория 50 км з/д; на 2009 год, по данным сельсовета, село занимало площадь 102,9 гектара на которой, в 159 дворах, проживал 491 человек. В селе действуют сельский клуб, библиотека-филиал № 1, фельдшерско-акушерский пункт, мечеть «Эски Керлеут джамиси». Алмазное связано автобусным сообщением с райцентром и соседними населёнными пунктами.

## География
Алмазное — село в центре района, на правом берегу безымянной степной речушки (сейчас — коллектор Северо-Крымского канала), высота центра села над уровнем моря — 23 м. На южной окраине села — железнодорожная станция Разъезд 50 км (на линии Джанкой — Феодосия) . Ближайшие сёла — Чернозёмное в 3 км на север и Раздольное в 7 км на юго-восток, райцентр Советский — примерно в 13 километрах (по шоссе). Транспортное сообщение осуществляется по региональной автодороге 35Н-373 Желябовка — Советский (по украинской классификации — С-0-10917).

## История
Первое документальное упоминание села встречается в Камеральном Описании Крыма… 1784 года, судя по которому, в последний период Крымского ханства Кирлеут входил в Кучук Карасовский кадылык Карасъбазарскаго каймаканства. После присоединения Крыма к России (8) 19 апреля 1783 года, (8) 19 февраля 1784 года, именным указом Екатерины II сенату, на территории бывшего Крымского Ханства была образована Таврическая область и деревня была приписана к Левкопольскому, а после ликвидации в 1787 году Левкопольского — к Феодосийскому уезду Таврической области. После Павловских реформ, с 1796 по 1802 год, входила в Акмечетский уезд Новороссийской губернии. По новому административному делению, после создания 8 (20) октября 1802 года Таврической губернии, Керлеут был включён в состав Урускоджинской волости Феодосийского уезда.
По Ведомости о числе селений, названиях оных, в них дворов… состоящих в Феодосийском уезде от 14 октября 1805 года , в деревне Керлеут числилось 9 дворов и 58 жителей. На военно-топографической карте генерал-майора Мухина 1817 года в деревне Кирлеут обозначено 9 дворов. После реформы волостного деления 1829 года Кирлеут, согласно «Ведомости о казённых волостях Таврической губернии 1829 года», отнесли к Бурюкской волости (переименованной из Урускоджинской). На карте 1836 года в деревне 9 дворов, а на карте 1842 года Керлеут обозначен условным знаком «малая деревня», то есть, менее 5 дворов.
В 1860-х годах, после земской реформы Александра II, деревню приписали к Шейих-Монахской волости. Согласно «Списку населённых мест Таврической губернии по сведениям 1864 года», составленному по результатам VIII ревизии 1864 года, Керлеут — владельческая русская деревня с 25 дворами, 112 жителями и мечетью при колодцах. По обследованиям профессора А. Н. Козловского начала 1860-х годов, в селении были колодцы с пресной водой глубиною не более 1,5 саженей (3 м). На трёхверстовой карте Шуберта 1865—1876 года деревня Керлеут обозначена с 11 дворами. Согласно энциклопедическому словарю Немцы России, немецкое меннонитско лютеранское поселение Альт-Керлеут (Старый Керлеут) было основано в 1883 году на 1200 десятинах земли. На 1886 год в починке Альт-Керлеут, согласно справочнику «Волости и важнѣйшія селенія Европейской Россіи», проживало 8 человек в 1 домохозяйстве, действовала мечеть. По «Памятной книге Таврической губернии 1889 года», составленной по результатам Х ревизии 1887 года, в деревне Старый Кирлеут числилось 35 дворов и 216 жителей, то, по немецкой энциклопедии в 1886 году жителей было всего 6. Возможно, учитывалось только немецкое население. По «…Памятной книжке Таврической губернии на 1892 год» в безземельной деревне Керлеут, не входившей ни в одно сельское общество, было 55 жителей, у которых домохозяйств не числилось.
После земской реформы 1890-х годов деревню приписали к Андреевской волости. По «…Памятной книжке Таврической губернии на 1900 год» в деревне Старый-Керлеут, входившей в Айкишское сельское общество, числилось 142 жителя в 20 домохозяйствах, а по «…Памятной книжке… на 1902 год» — 65 жителей в 11 дворах. По Статистическому справочнику Таврической губернии. Ч.II-я. Статистический очерк, выпуск пятый Феодосийский уезд, 1915 год, в селе Старый-Керлеут Андреевской волости Феодосийского уезда числилось 7 дворов (6 дворов с землёй, 1 — безземельный) с немецким населением в количестве 39 человек приписных жителей и 8 — «посторонних», из которых 25 мужчин и 22 женщины. Жители владели 1229 десятинами удобной земли. В хозяйствах имелось 70 лошадей, 50 волов, 39 коров и 385 голов мелкого скота.
После установления в Крыму Советской власти, по постановлению Крымревкома № 206 «Об изменении административных границ» от 8 января 1921 года была упразднена волостная система и село вошло в состав Ичкинского района Феодосийского уезда, а в 1922 году уезды получили название округов. 11 октября 1923 года, согласно постановлению ВЦИК, в административное деление Крымской АССР были внесены изменения, в результате которых округа были отменены, Ичкинский район упразднили, включив в состав Феодосийского в состав которого включили и село. Согласно Списку населённых пунктов Крымской АССР по Всесоюзной переписи 17 декабря 1926 года, в селе Керлеут Старый, Желябовского сельсовета Феодосийского района, числилось 22 двора, все крестьянские, население составляло 108 человек, из них 71 немец, 23 русских и 14 украинцев. Постановлением ВЦИК «О реорганизации сети районов Крымской АССР» от 30 октября 1930 года Феодосийский район был упразднён и был создан Сейтлерский (по другим сведениям 15 сентября 1931 года), в который включили село, а с образованием в 1935 году Ичкинского — в состав нового района. По данным всесоюзная перепись населения 1939 года в селе проживало 329 человек. Вскоре после начала Великой Отечественной войны, 18 августа 1941 года крымские немцы были выселены, сначала в Ставропольский край, а затем в Сибирь и северный Казахстан.

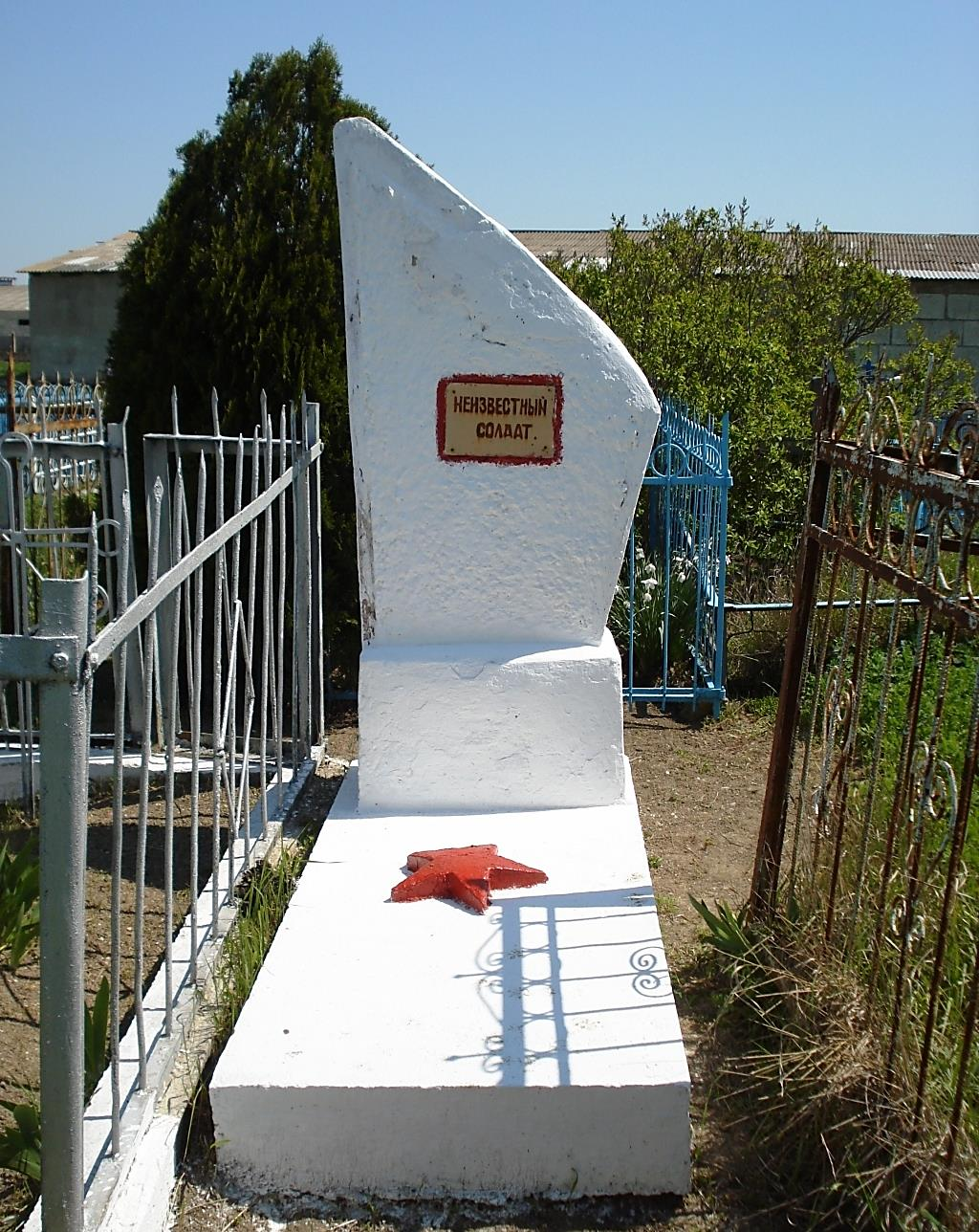
Братская могила военнопленных

Во время Великой Отечественной войны, в феврале 1942 года, при прохождении через Старый Керлеут колонны военнопленных — участников феодосийского десанта, гитлеровцами были застрелены два советских воина. Убитых местные жители похоронили на сельском кладбище. В 1944 году на братской могиле был установлен деревянный памятник, в 1976 году заменённый на бетонный. Постановлением Совета министров Республики Крым № 627 от 20 декабря 2016 года памятник отнесён к категории объектов культурно-исторического наследия России регионального значения.
После освобождения Крыма от фашистов, 12 августа 1944 года было принято постановление № ГОКО-6372с «О переселении колхозников в районы Крыма» и в сентябре 1944 года в район приехали первые новоселы (180 семей) из Тамбовской области, а в начале 1950-х годов последовала вторая волна переселенцев из различных областей Украины. С 25 июня 1946 года Старый Керлеут в составе Крымской области РСФСР. Указом Президиума Верховного Совета РСФСР от 18 мая 1948 года, Старый Керлеут переименовали в Алмазное. 26 апреля 1954 года Крымская область была передана из состава РСФСР в состав УССР. Время включения в упразднённый впоследствии Октябрьский сельсовет пока не установлено: на 15 июня 1960 года село уже числилось в его составе. Указом Президиума Верховного Совета УССР «Об укрупнении сельских районов Крымской области», от 30 декабря 1962 года Советский район был упразднён и село присоединили к Нижнегорскому. 8 декабря 1966 года Советский район был восстановлен и село вновь включили в его состав. В период с 1 января по 1 июня 1968 года Октябрьский сельский совет был преобразован в Чернозёмненский, в который вошло село. С 12 февраля 1991 года село в восстановленной Крымской АССР, 26 февраля 1992 года переименованной в Автономную Республику Крым. По данным переписи 1989 года в селе проживало 473 человека. С 21 марта 2014 года в составе Крыма аннексировано Россией.